# 伊萬尼夫卡 (卡霍夫卡區)
46°14′37″N 33°55′11″E / 46.24361°N 33.91972°E
伊萬尼夫卡（烏克蘭語：Іванівка）是位於烏克蘭南部的村莊，由赫爾松州卡霍夫卡區的赫里霍里夫卡市鎮負責管轄。該村始建於1820年，面積80平方公里，海拔高度3米，2001年人口1,128，人口密度每平方公里14.1人。